# Бабков, Сергей Фёдорович
Бабков Сергей Фёдорович (28 декабря 1920, Златоуст, РСФСР — 6 октября 1993, Санкт-Петербург, Россия) — советский живописец и график, член Ленинградского Союза художников.

## Биография
Родился 28 декабря 1920 года в городе Златоусте на Урале. В 1941 году окончил в Ленинграде Среднюю художественную школу при Всероссийской Академии художеств.
После начала Великой Отечественной войны был мобилизован и направлен в Ленинградское артиллерийское училище. По его окончании воевал на Брянском и Центральном фронтах, участвовал в боях на Курской дуге, во взятии Берлина. Имел ранения. Войну окончил в звании старшего лейтенанта. Награждён двумя орденами Красной Звезды, орденом Отечественной войны первой степени, медалями «За взятие Берлина», «За победу над Германией».
После демобилизации в 1946 году поступил на живописный факультет Ленинградского института живописи, скульптуры и архитектуры имени И. Е. Репина, который окончил в 1952 году по мастерской Рудольфа Френца с присвоением квалификации художника живописи. Дипломная работа — центральный фрагмент диорамы «Взятие Вороньей горы» («Прорыв немецкой обороны под Пулковом»).
Участвовал в выставках с 1939 года. Писал жанровые и батальные картины, портреты, пейзажи. В 1952 году был принят в члены Ленинградского Союза художников. В 1954—1963 годах художник Студии имени Грекова в ленинградской группе маринистов. Среди наиболее известных произведений картины «Нахимов на Корниловском бастионе» (1953), «В час досуга» (1955), «Кронштадтское восстание в 1906 году» (1956), «Весна на заставе» (1963), «Враг не прошёл» (1964), «Черноморский десант», «Защитники острова Сухо», «Война народная», «Наступление», «Партизаны 1943 года» и ряд других работ.
На рубеже 80-х и 90-х годов работы Сергея Бабкова в составе экспозиций произведений ленинградских художников были представлены европейским зрителям на целом ряде зарубежных выставок.
Сергей Фёдорович Бабков скончался 6 октября 1993 года в Санкт-Петербурге на семьдесят третьем году жизни. Его произведения находятся в музеях и частных собраниях в России, США, Италии, Великобритании, Франции и других странах.

## Выставки
- 1961 год (Ленинград): Выставка произведений ленинградских художников открылась в залах Государственного Русского музея.
- 1964 год (Ленинград): Зональная выставка «Ленинград».
- 1965 год (Ленинград): Весенняя выставка произведений ленинградских художников.
- 1975 год (Ленинград): Наш современник. Зональная выставка произведений ленинградских художников.
- Февраль 1991 года (Париж): Выставка «Русские художники».
- Апрель 1991 года (Париж): Выставка «Русские художники».
- Январь 1992 года (Париж): Выставка «Санкт-Петербургская школа».
- 1998 год (Санкт-Петербург): Выставка произведений художников — ветеранов Великой Отечественной войны.